# Subalternität
Subalternität (lateinisch subalternus; „untergeordnet“, „von niedrigerem Rang“) bezeichnet abwertend Unterwürfigkeit und Untertänigkeit oder mit weniger abwertender Konnotation eine Untergeordnetheit und Unselbstständigkeit.

## Subalternität bei Gramsci
Im von den herkömmlichen Bedeutungen abweichenden sozial- und kulturwissenschaftlichen Sinn ist Subalternität als Übersetzung aus dem Italienischen ein Begriff, den Antonio Gramsci zur Beschreibung gesellschaftlicher Gruppen geprägt hat, denen der Zugang zu hegemonialen Teilen der Gesellschaft verschlossen ist. Subalterne Gesellschaftsschichten sind nach Gramsci durch hegemoniale Strukturen und die Herrschaftsausübung anderer Gesellschaftsteile stark eingeschränkt in ihren Möglichkeiten, sich ihrer politischen Interessen und ihrer potentiellen politischen Stärke bewusst zu werden und sich politisch und öffentlich zu artikulieren. Beispiele Gramscis für subalterne Teile von Gesellschaften bieten die Sklaverei im Römischen Reich und Kleinbauern und Arbeiter in kapitalistischen Gesellschaften zu Lebzeiten Gramscis. Die Subalternität gründet sich entsprechend gramscianischem Verständnis nicht nur auf direkte Gewaltausübung, sondern vor allem auf die ökonomisch begründete zivilgesellschaftliche Hegemonie, die sich der zivilgesellschaftlichen Kommunikation und ihrer (zumeist versteckten) Kontrolle durch die Herrschenden bedient.

## Subalternität im Postkolonialismus
Der Begriff wurde von der Subaltern Studies Group, einer Gruppe südasiatischer Historiker, in den 1980er-Jahren aufgegriffen. In einer Kritik von Gayatri Chakravorty Spivak an dieser Gruppe in ihrem Essay Can the Subaltern Speak? grenzte sie den Begriff gegenüber naturalisierenden Vorstellungen ab und stellte fest, dass Subalternität ein Ergebnis von hegemonialen Diskursen ist und durch die Praxis der sozialen Ausgrenzung (Exklusion) gesellschaftlich hergestellt wird. Mit dieser Definition von Subalternität als sozialem Konstrukt wird der Begriff häufig in den Forschungen zum Postkolonialismus verwendet.

## Subaltern oder Subalternation in der Aristotelischen Syllogistik
Mit „Subaltern“ (untergeordnet) wird in der Aristotelischen Syllogistik das Verhältnis eines allgemeinen (bejahenden oder verneinenden) Aussagesatzes zu dem entsprechenden partikulären Aussagesatz genannt. Aus dem allgemeinen Aussagesatz „A kommt allen B zu.“ kann der partikuläre Aussagesatz  „A kommt einem B zu.“ gefolgert werden. Oder in Form eines Beispiels: Aus dem allgemeinen Aussagesatz „Inhalte der Wikipedia sind für alle Schüler relevant.“ kann auf Basis der logischen Abhängigkeit der partikuläre Aussagesatz „Inhalte der Wikipedia sind (zumindest) für einen Schüler relevant“ gezogen werden. Die Wahrheit eines subalternen Satzes ergibt sich also aus der Wahrheit des allgemeinen Satzes. Anschaulich wird dieses Verhältnis im Logischen Quadrat (dort als „hinreichende Bedingung“ bezeichnet) dargestellt.